# تارغت فيلد
تارغت فيلد (Target Field) ملعب بيسبول في حي هاوسوير التاريخي (أو نورث لوب) في وسط مدينة منيابولس الأمريكية. وهو الملعب الرئيسي لفريق مينيسوتا توينس، فريق الولاية بدوري كرة القاعدة الرئيسي (MLB). تم تسميته على اسم شركة تارجت التي يقع مقرها في منيابولس. أقيمت به مباراة MLB All-Star في عام 2014. كما يستضيف أحيانا مباريات الفريق الجامعي مينيسوتا غولدن غوفرز للبيسبول ، بالإضافة إلى أحداث البيسبول المحلية والإقليمية الأخرى.